# Siosaia Fifita
Pour les articles homonymes, voir Fifita.

a Compétitions nationales et continentales officielles uniquement.

b Matchs officiels uniquement.
Dernière mise à jour le 28 juin 2024.
Siosaia Fifita, né le 20 décembre 1998 aux Tonga, est un joueur de rugby à XV international japonais d'origine tongienne, évoluant aux postes de centre et d'ailier. Il évolue avec le club des Toyota Verblitz en League One depuis 2023.

## Biographie
Siosaia Fifita naît aux Tonga, où il commence son éducation avec l'école de Koulo, puis au Tonga College Atele (en),.
Il émigre au Japon à l'âge de 15 ans afin de suivre ses études au lycée d'Ishikawa, avant de rejoindre l'université Tenri en 2017.

## Carrière

### En club
Siosaia Fifita commence à jouer au rugby aux Tonga, avant de poursuivre au Japon avec l'équipe du lycée d'Ishikawa, avec qui il dispute le tournoi national lycéen,. 
Il rejoint en 2017 l'université Tenri, où il évolue en championnat japonais universitaire avec le club universitaire jusqu'en 2021,. Il remporte la compétition en 2021, après une finale gagné face à Waseda,.
Alors qu'il joue encore au niveau universitaire, il est retenu par la franchise japonaise de Super Rugby des Sunwolves pour disputer la saison 2020. Pour la dernière de cette équipe en Super Rugby, la compétition a lieu en même temps que le championnat national, ce qui conduit au recrutement de joueurs étrangers ou universitaires, comme Fifita. Il joue son premier match au niveau professionnel 1er février 2020 contre les Melbourne Rebels. Il joue six matchs, et inscrit deux essais, avant que la saison ne soit arrêtée à cause de la pandémie de Covid-19,.
Après avoir terminé son parcours universitaire, il rejoint en 2021 le club des Kintetsu Liners situé à Higashiōsaka et qui évolue alors en Top League,. Il joue trois matchs lors de sa première saison. L'année suivante, à l'occasion de la réforme du championnat japonais, son équipe est placée en deuxième division de la nouvelle League One, et se voit renommé Hanazono Kintetsu Liners. Fifita se distingue en 2022 en inscrivant neuf essais en dix matchs de championnat. Il participe donc pleinement au bon parcours de son équipe, qui remporte le championnat et montre en première division.
Après trois saisons à Hanazono, il rejoint les Toyota Verblitz à l'orée de la saison 2023-2024 de League One,.

### En équipe nationale
Siosaia Fifita est sélectionné avec la sélection japonaise des moins de 20 ans en 2018 pour disputer le championnat du monde junior,. Lors de la compétition, il dispute cinq matchs et marque deux essais. 
En 2018 également, il joue avec l'équipe des Junior Japan (sélection nationale réserve japonaise), à l'occasion du Pacific Challenge,. Il est également sélectionné l'année suivante pour disputer la même  compétition,.
En avril 2021, il est sélectionné pour la première fois avec l'équipe du Japon par Jamie Joseph, afin de préparer le test-match contre les Lions britanniques et irlandais,. Il connaît sa première sélection au poste d'ailier lors de ce match, le 26 juin 2021,. Il marque son premier essai en sélection une semaine plus tard face à l'Irlande.
En septembre 2023, il est sélectionné au sein du groupe japonais retenu pour disputer la Coupe du monde en France,. Il ne joue qu'un seul match lors de la compétition, à l'occasion du dernier match de poule face à l'Argentine.

## Palmarès

### En club
- Vainqueur du championnat japonais universitaire en 2021 avec l'université Tenri.
- Vainqueur de la deuxième division de League One en 2022 avec les Hanazono Kintetsu Liners.

## Statistiques
- 13 sélections depuis 2021.
- 25 points (5 essais).